# Věková přístupnost v televizi
Systém věkové klasifikace televizních programů dává divákovi informaci a přehled, zda je konkrétní pořad vhodný pro děti či dospělé. Spousta zemí má vlastní systém televizních hodnocení, který se může lišit.
Programy jsou označovány organizací, která dohlíží na tyto ratingy věkové přístupnosti nebo přímo televizními stanicemi.
Hodnocení se dávají individuálně, v případě televizního seriálu je tak hodnocena epizoda po epizodě. Ratingy se mohou odlišovat jak epizodně, tak i televizními stanicemi, které vysílají ve stejném státě.

## Spojené státy
V USA byly ratingy věkové přístupnosti navrženy 19. prosince 1996 kongresem, televizním průmyslem a FCC (Federal Communications Commission – Národní sdělovací úřad) a nabyly platnosti 1. ledna 1997, kdy byly přijaty hlavními televizními společnostmi včetně kabelových operátorů. Důvodů bylo hned několik; návrh přišel ze strany znepokojené veřejnosti, která se obávala zvyšující se míry sexuální obsahu a kresleného násilí v televizních programech. Původně se zamýšlelo, že systém bude používán s takzvaným V-chipem (televizní zámek), což je čip v televizi, jenž zablokovává či dovoluje divákovi sledování různých programů, kanálů, atd; původně se navrhovalo, že V-chip bude zabudován ve všech televizích vyrobených od roku 2000. Systém věkové přístupnosti nezasáhl sportovní a zpravodajské kanály typu CNN, Fox News Channel, ESPN či Fox Sports Net.

### Hodnocení

#### TV-Y
|                         |
| (Zaměřeno na malé děti) |

Obsah v programech, které jsou ohodnoceny tímto znakem, je většinou doporučen pro malé děti ve věku 3–7 let. U těchto programů se nepředpokládá, že by mohly děsit či nějak podráždit malé děti. Mezi příklady takovýchto programů patří Go, Diego, Go!,  Dora the Explorer, či Wow! Wow! Wubbzy!. U některých TV-Y programů se může vyskytnout ještě E/I logo, které sděluje, že program má výchovný charakter.

#### TV-Y7
|                                     |
| (Zaměřeno na děti starší sedmi let) |

Tyto programy nejsou pro děti, kterým není víc než 7 let. Seriály s tímto značením mohou obsahovat lehké fantasy násilí, mírný dvojsmyslný humor a obsah, který není vhodný pro mladší děti. Mezi příklady takovýchto programů patří  Foster's Home for Imaginary Friends, Johnny Test, SpongeBob SquarePants. Když program obsahuje více násilí, dostane nálepku TV-Y7-FV (fantasy violence – fantasy násilí). Toto ohodnocení získaly programy jako Digimon, Pokémon nebo Strážci vesmíru.

#### TV-G
|                       |
| (Zaměřeno na všechny) |

Sem patří například programy typu The Price Is Right nebo Chcete být milionářem?

#### TV-PG
|                                  |
| (doporučena rodičovská kontrola) |

Tento rating říká, že programy nejsou vhodné pro děti mladší 10 let, bez účasti rodiče. Spousta výherních show či reality show je ohodnocena tímto ratingem pro hrubé, dvojsmyslné dialogy či specifický humor. Mezi příklady takovýchto programů patří některé prime-time sitcomy jako Raymonda má každý rád, The Simpsons a Show Jerryho Seinfelda. Vedle TV-PG může program ještě dostat písmeno:
- D pro sugestivní dialogy
- L pro drsný, vulgární jazyk (language)
- S pro různé sexuální situace
- V pro násilí (violence)

#### TV-14
|                                   |
| (není doporučeno lidem do 14 let) |

Tento rating říká, že programy nejsou vůbec vhodné pro děti mladší 14 let. Většina programů, které se začínají vysílat před devátou hodinou, jako je například Saturday Night Live nebo The Tonight Show dostávají tento rating.
Vedle TV-14 může program ještě dostat písmeno:
- D pro sugestivní dialogy
- L pro drsný, vulgární jazyk (language)
- S pro intenzivnější sexuální situace
- V pro intenzivní násilí (violence)

#### TV-MA
|                                |
| (určeno pro dospělou audienci) |

Programy s ratingem TV-MA jsou obvykle určeny pro osoby, jimž je víc než 16 let. Tyto programy mohou zobrazovat extrémní grafické násilí, vulgární jazyk, nahotu a silné sexuální obsahy.
Vedle TV-MA může program ještě dostat písmeno:
- L pro drsný, vulgární jazyk (language)
- S pro explicitní sexuální situace
- V pro intenzivní a opakované násilí (violence)

Nepříliš mnoho programů má tento rating, ale největším příkladem je South Park, jenž tento rating proslavil.

## Slovensko, Maďarsko
Na Slovensku a Maďarsku mají kulaté piktogramy s číslem uvnitř. Na Slovensku původně v těchto piktogramech měli i malé usmívající se emotikony (veselý smajlík – program do 7 let, smutný smajlík – program pro 12, 14 a 18 let), ale v průběhu času se od nich upustilo. Rating vysílají všechny tamější kabelové i veřejné televizní společnosti, včetně televizí jako TV JOJ, RTL Klub, M1, M2, TV2, Duna TV, Markíza, Jednotka a Dvojka.
Grafické symboly Jednotného systému na Slovensku (zkráceně JSO), které se běžně vyskytují ve slovenských médiích používají takovéto symboly:
- U – vhodné pro všechny nezletilé.
- 7 – nevhodné pro děti do 7 let
- 12 – nevhodné pro skupinu nezletilých do 12 let
- 15 – nevhodné pro skupinu nezletilých do 15 let
- 18 – nepřístupné pro skupinu nezletilých do 18 let
- zelený méďa – vhodné pro všechny věkové skupiny do 12 let

U výchovných programů se pak používají takovéto ratingy:
- -7 – vhodné pro věkovou skupinu lidí do 7 let
- +7 – vhodné pro věkovou skupinu lidí od 7 let
- 12+ – vhodné pro věkovou skupinu lidí od 12 let
- 15+ – vhodné pro věkovou skupinu lidí od 15 let

Neklasifikují se hrubé pornografické a neodůvodnitelně násilné programy, tudíž se nemohou ani vysílat. Od roku 2008 se tyto symboly objevují i na krabicích od DVD distribuovaných na slovenském území.
Od roku 2024 se začaly jednotně používat i tyto obsahové deskriptory:
- N – Násilí
- D – Diskriminace
- S – Strach
- Z – Závislost
- X – Sex
- V – Vulgarity
- H – Nahota

Stejně jako na Slovensku, i v Maďarsku mají na TV ratingy vyhlášku. V případě Maďarska se jedná o vyhlášku 1494/2002 ze 17. října, vyhlášenou Radou pro rozhlasové a televizní vysílání.
Systém televizních ratingů v Maďarsku se rozděluje do čtyř kategorií:
- bez kolečka –- na program se může dívat kdokoliv.
- Program vhodný pro děti - programy určené výhradně pro nejmenší. Zelený chlapeček se smajlíkem. Není povinný, v současné době jej používají pouze kanály skupiny "TV2 Csoport".
- 6 - programy, kterým děti mladší 6 let nerozumějí nebo jim nerozumějí vůbec. Například fantastické násilí. Uvnitř žlutého kroužku je černé číslo 6.
- 12 – rodičovská kontrola je doporučena pro děti, kterým je méně než 12 let. Většina programů s mírným sexuálním obsahem či explicitním vyjadřování dostává tento rating také, stejně jako většina filmů bez silnějších sexuálních a násilných obsahů. Rating je zobrazován jako žluté kolo s tenkým ohraničením s číslovkou „12“ uvnitř a celý je umístěn vpravo dole.
- 16 – program není vhodný pro děti do 16 let. Rating vypadá jako žluté kolo s širším ohraničením s číslovkou „16“ uvnitř a celý je umístěn vpravo dole.
- 18 – program je určený pro diváky, kterým je kolem 18 let. Rating vypadá jako červené kolo s vepsanou číslovkou „18“ uvnitř a opět je celý umístěn vpravo dole.

## Polsko
|  |  |  |  |  |

V Polsku neměli až do jednadvacátého století žádný televizní rating. Do srpna 2005 byly programy označovány 3 symboly (,  a ). Od 15. srpna 2011 se rating dělí na 5 skupin: zelený úsměv (pro všechny věkové kategorie), tři čtverce (od 7, 12, 16 let), červený klíč (od 18 let).

## Česko
Pro označení pořadů nevhodných pro mládež před revolucí používala ČST svou „hvězdičku“: Vysílala několik desítek sekund jen černou obrazovku s bílou hvězdou v pravém dolním rohu, velikosti třetiny výšky obrazovky. Hvězda měla tvar „plus“ či rovnoramenného kříže se špičatými vrcholy, jako kompasová růžice celá bílou barvou.
Ačkoliv některé (zahraniční) kabelové televize takzvané piktogramy s číslicí věkové přístupnosti používají (A+, Spektrum, HBO2), v Česku dnes[kdy?] neexistuje nic jako systém věkové klasifikace televizních programů a jediným znaménkem toho, že se v programu bude zobrazovat explicitní obsah je značení miniaturní komety hned za logem televizní společnosti. Kometa se zobrazuje v programech se softcore pornografií a v programech, které jsou vysílány po dvaadvacáté hodině.[zdroj?]
Jako první dobrovolně zavedl jednoduchý systém ratingů dětský televizní program ČT :D veřejnoprávní České televize. Ten označuje pouze programy, které jsou vhodné pro skupinu dětí od 8 let a mladší děti by nemusely jejich obsah plně pochopit. Vysílán má být zhruba u pěti pořadů týdne, jako je například dětské zpravodajství Zprávičky nebo cyklus Děsivé dějiny od BBC.